# Samsung Galaxy S8
Samsung Galaxy s8 și s8+ este un smartphone de ultimă generație lansat în 2017.

## Știri și specificații
samsung galaxy s8 a fost introdus de samsung în aprilie 2017 și a fost lansat pe piață la scurt timp după. Principalii săi adversari au fost iPhone 7, Huawei p10 și LG g6.
printre principalele sale noutăți a fost afișajul Infinity de înaltă rezoluție și camera cu doi pixeli.
telefonul a fost lansat în America cu Snapdragon 835 în Europa cu Exynos 8895

## Referință
https://www.nwradu.ro/2017/04/review-samsung-galaxy-s8-s8-foarte-bun-dar-nu-perfect/